# Sharmin Mojtahedzadeh
Pour les articles homonymes, voir Mojtahedzadeh.
 (février 2025).
La mise en forme du texte ne suit pas les recommandations de Wikipédia : il faut le « wikifier ».
Les points d'amélioration suivants sont les cas les plus fréquents. Le détail des points à revoir est peut-être précisé sur la page de discussion.
- Les titres sont pré-formatés par le logiciel. Ils ne sont ni en capitales, ni en gras.
- Le texte ne doit pas être écrit en capitales (les noms de famille non plus), ni en gras, ni en italique, ni en « petit »…
- Le gras n'est utilisé que pour surligner le titre de l'article dans l'introduction, une seule fois.
- L'italique est rarement utilisé : mots en langue étrangère, titres d'œuvres, noms de bateaux, etc.
- Les citations ne sont pas en italique mais en corps de texte normal. Elles sont entourées par des guillemets français : « et ».
- Les listes à puces sont à éviter, des paragraphes rédigés étant largement préférés. Les tableaux sont à réserver à la présentation de données structurées (résultats, etc.).
- Les appels de note de bas de page (petits chiffres en exposant, introduits par l'outil «  Source ») sont à placer entre la fin de phrase et le point final[comme ça].
- Les liens internes (vers d'autres articles de Wikipédia) sont à choisir avec parcimonie. Créez des liens vers des articles approfondissant le sujet. Les termes génériques sans rapport avec le sujet sont à éviter, ainsi que les répétitions de liens vers un même terme.
- Les liens externes sont à placer uniquement dans une section « Liens externes », à la fin de l'article. Ces liens sont à choisir avec parcimonie suivant les règles définies. Si un lien sert de source à l'article, son insertion dans le texte est à faire par les notes de bas de page.
- La présentation des références doit suivre les conventions bibliographiques. Il est recommandé d'utiliser les modèles {{Ouvrage}}, {{Chapitre}}, {{Article}}, {{Lien web}} et/ou {{Bibliographie}}. Le mode d'édition visuel peut mettre en forme automatiquement les références.
- Insérer une infobox (cadre d'informations à droite) n'est pas obligatoire pour parachever la mise en page.

Pour une aide détaillée, merci de consulter Aide:Wikification.
Si vous pensez que ces points ont été résolus, vous pouvez retirer ce bandeau et améliorer la mise en forme d'un autre article.
Sharmin Mojtahedzadeh (persan : شرمین مجتهدزاده) est une réalisatrice et productrice iranienne. Elle est née à Téhéran, en Iran. Elle a commencé sa carrière de cinéaste en 2012. Son œuvre se concentre principalement sur des aspects de l’humanité, des droits de l’homme et des questions féminines qui ont rarement été abordés.
En octobre 2022, Sharmin Mojtahedzadeh a remporté le prix du meilleur documentaire (Mecenat Award) du Festival international du film de Busan (République de Corée) pour avoir co-réalisé et coproduit le long métrage documentaire The Football Aficionado avec Paliz Khoshdel.

## Filmographie
En tant que réalisatrice
• Life in War (2013)
• Life as Gift (2013)
• Boat Raising Sails (2016)
• The Wind Catchers of Tehran (2017)
• The Football Aficionado (2022) 
En tant que productrice
• Life in War (Documentaire-Multimédia, 2013)
• Life as Gift (Documentaire, 2013)
• Boat Raising Sails (Expérimental, 2016)
• The Wind Catchers of Tehran (Documentaire, 2017)
• The Football Aficionado (Documentaire, 2022)
Prix nationaux
• Prix du « Meilleur documentaire » au Festival du film Salamat en 2015

## Prix et projections internationales
The Football Aficionado a reçu le prix du meilleur film documentaire asiatique, le prix Mecenat, au 27e Festival international du film de Busan ( BIFF ) en octobre 2022,,,.
• Sélection officielle au Festival international du film documentaire Flahertiana, Perm, Russie 2023 
• Sélection officielle au Festival du film Action on Film (AOF), Californie, États-Unis, 2016 et 2017
• Sélection officielle au Feminist Border Arts Film Festival, Nouveau-Mexique, 2017
• Finaliste au Insight Half Short Film Festival, Kerala, Inde, 2017
• Projection du film au Festival international du documentaire et du court-métrage du Kerala, Kerala, Inde, 2023 
• Projection de films au Cinéma(s) D'Iran 2023 
• Projection du film au Festival des réalisatrices indépendantes iraniennes (IFIF), Suisse, 2014 
• Projection du film au Festival international d'art expérimental de Venise, Venise, Italie, 2017
• Projection du film au BODYSPACES | HUMANS+HYBRIDS Art Festival, Rome, Italie, 2017 